# Caroline Cavalier
Pour les articles homonymes, voir Cavalier.
Caroline Cavalier est une artiste peintre française née le 17 octobre 1971 à Brive-la-Gaillarde.
Son travail artistique est largement reconnu pour son esthétique hautement colorée et joyeusement énigmatique, influencé par l'École de la Figuration Libre.

## Biographie
Caroline Cavalier a commencé son parcours artistique en suivant les cours de l'Académie des Beaux-Arts de Brive, avant de poursuivre ses études à l'École des Beaux-Arts de Perpignan. Après avoir obtenu son diplôme, elle a travaillé dans le domaine de la publicité en tant que graphiste, avant de se consacrer pleinement à sa carrière d'artiste plasticienne.
En 2023, elle crée sa propre galerie : le Bidularium, une maison d'art singulière mettant en avant ses œuvres et ses créations.

## Style artistique
Son style artistique se caractérise par des compositions vivantes et énergiques, peuplées de personnages aux formes simplifiées et aux couleurs vives. Cavalier est connue pour ses scènes de la vie quotidienne, où elle ré-enchante le réel à travers des éclats de couleurs. Ses œuvres captent l'essence même du quotidien et le transforment en une vision joyeuse et énigmatique du monde.
Elle participe à une forme d'art populaire, accessible à tous, qui célèbre la spontanéité, le ludique, l'onirique, la simplicité et le lâcher-prise. Certains la décrivent comme jouant sur ces éléments, bien que d'autres, francs, remettent en question cette notion de jeu. Le caractère populaire de son travail peut être attribué à sa vocation première, influencée par son désir initial de devenir dessinatrice de bande dessinée.
La peinture de Caroline Cavalier est la meilleure expression de sa personnalité et de son art. Pour la comprendre, il est crucial de plonger dans le monde de l'art contemporain, car son travail est contemporain. Elle incarne la liberté dans son art, étant libre de contempler la vie, de créer d'autres univers, d'affirmer une iconographie, et de déployer son imagination sans contraintes.
Ses œuvres dérangent souvent par leur abondance, leur richesse de signes, et leur multitude de vérités. Elles proposent une vision colorée et triste du quotidien, révélant ainsi l'envers du décor. Chaque tableau de Cavalier est un rébus, une énigme qu'il faut déchiffrer, avec des images évoquant des lèvres gourmandes, des sourires ironiques, et des gestes suspendus.
Ses toiles s'inspirent également grandement de son département, les Pyrénées orientales. On y retrouve régulièrement des paysages comme le port de Collioure, la vallée des Aspres...

## Expositions notables

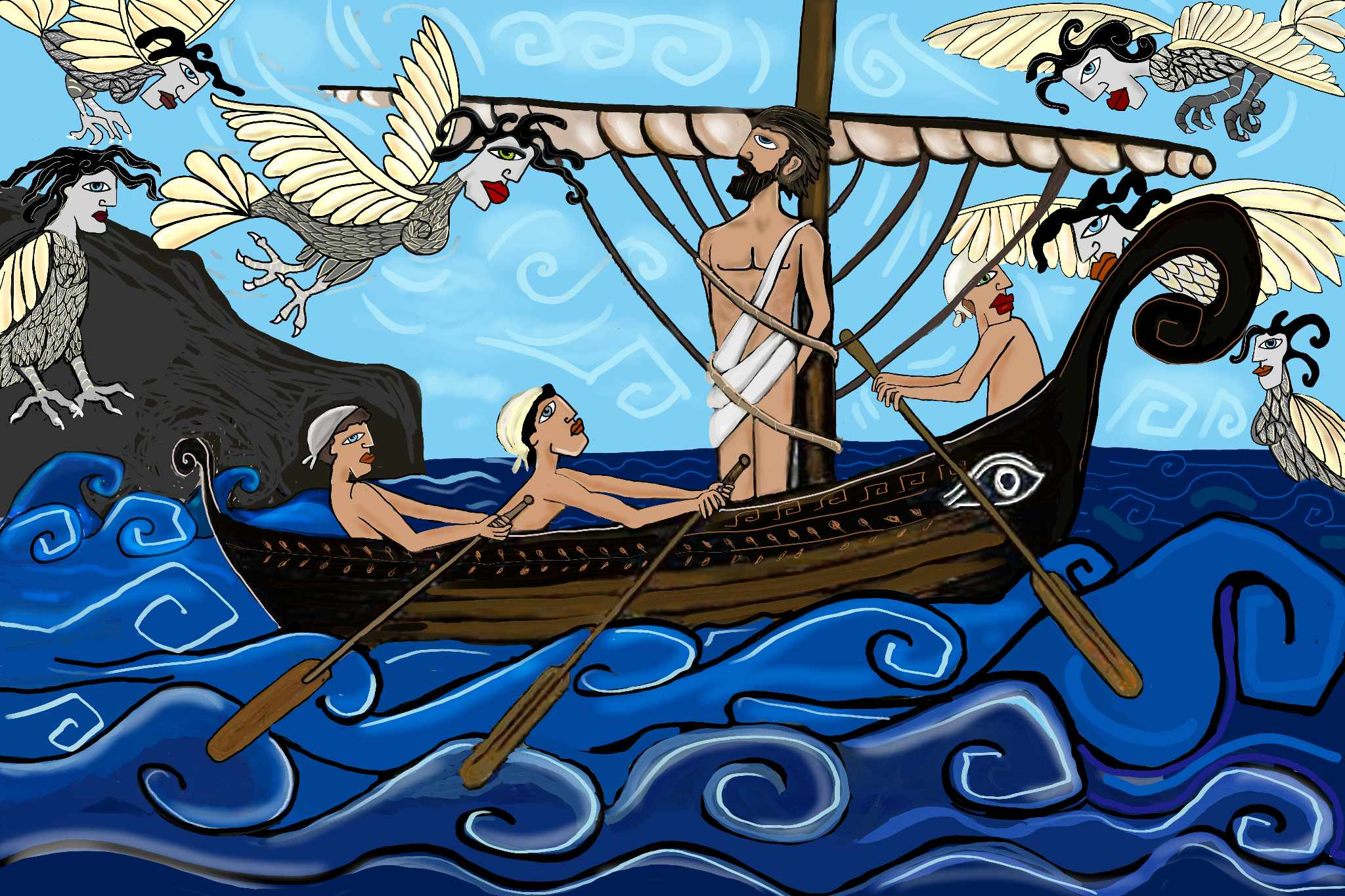
Ulysse et les sirènes, toile numérique, Caroline Cavalier, 2024

Caroline Cavalier a participé à de nombreuses expositions en France et à l'étranger, où son travail a été accueilli avec enthousiasme par le public et la critique. Parmi ses expositions les plus remarquables, on peut citer celles au Château Royal de Collioure, à la Galerie Artup à Paris, et à la Galerie des Hospices à Canet.
Son travail a également été exposé en Espagne et en Allemagne. Elle a par exemple participé à la 16è édition de la Ruta de l'art en 2023 à Empuriès aux côtés d'une vingtaine d'artistes internationaux.
En septembre 2023, elle participe pour la deuxième fois au salon Solid'art à Montpellier aux côtés de nombreux artistes . Solid'art est un salon qui réunit des artistes locaux pour soutenir les actions du Secours populaire.

## Enseignement et engagement

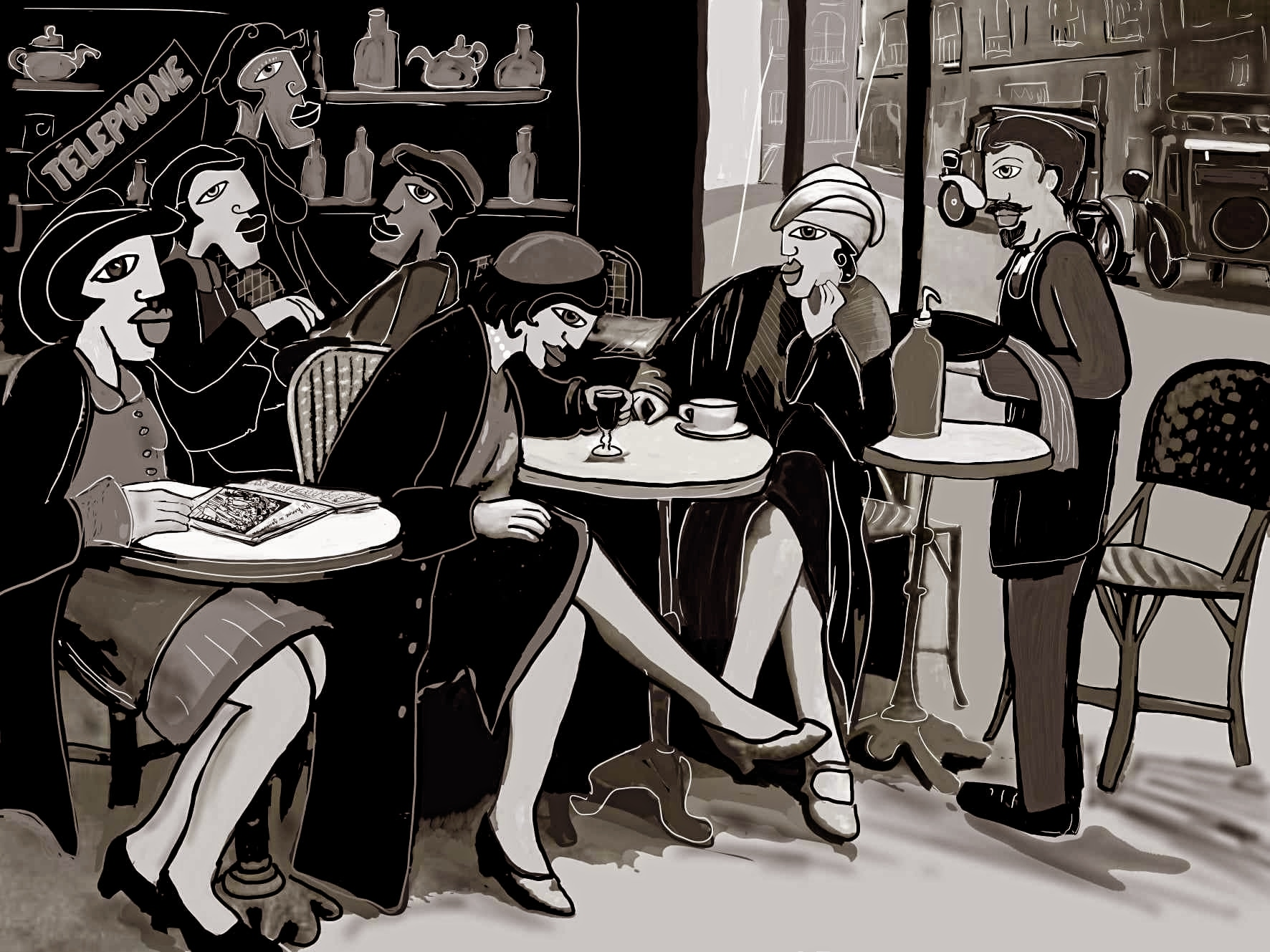
"Un homme au gouvernement", acrylique sur toile, 90x120 cm, Caroline Cavalier, 2024

En plus de sa carrière artistique, Caroline Cavalier enseigne la pratique des arts plastiques dans son propre atelier en Roussillon. Elle partage ainsi son savoir-faire et sa passion avec d'autres amateurs d'art, contribuant à enrichir le paysage artistique local et à inspirer les générations futures.
En 2024, Caroline Cavalier affirme le caractère engagé de son travail en réalisant une exposition sur les droits des femmes où elle souligne avec conviction l'urgence de lutter contre les inégalités de genre. À travers une série d'œuvres saisissantes, elle dépeint les luttes quotidiennes, les victoires et les défis encore à surmonter pour les femmes à travers le monde. Cavalier ne se contente pas de capturer l'essence de ces combats, mais elle les incarne avec une force artistique qui invite à la réflexion et à l'action.

## Influence et héritage
L'œuvre de Caroline Cavalier évoque la féerie et la mythologie populaire, invitant le spectateur à plonger dans un univers où se mêlent l'étrange et le merveilleux. À travers ses peintures vives et énergiques, elle offre une cartographie poétique de personnages joyeusement énigmatiques, réaffirmant ainsi le pouvoir de l'art à nous transporter vers des horizons imaginaires.
Elle traque le dérisoire à travers l'humour de son trait, le rire de ses personnages, et le grotesque de ses visages, révélant ainsi les imperfections de la société. Le discours de Caroline Cavalier transcende l'apparence fluctuante pour nous inviter dans un univers où elle rit de nous, des autres, et de nous-mêmes.